# 2017年の文学
2017年の文学（2017ねんのぶんがく）では、2017年（平成29年）の文学に関する出来事について記述する。
2016年の文学 - 2017年の文学 - 2018年の文学

## できごと
- 1月19日 - 第156回芥川龍之介賞・直木三十五賞（2016年下半期）の選考委員会開催[1]。
- 7月19日 - 第157回芥川龍之介賞・直木三十五賞（2017年上半期）の選考委員会開催[2]。

## 受賞

### 日本国内
- 第156回（2016年下半期）芥川賞・直木賞（1月）[1]
  - 芥川賞 - 山下澄人『しんせかい』（新潮社）
  - 直木賞 - 恩田陸『蜜蜂と遠雷』（幻冬舎）
- 第157回（2017年上半期）芥川賞・直木賞（7月）[2]
  - 芥川賞 - 沼田真佑『影裏』（文學界5月号）
  - 直木賞 - 佐藤正午『月の満ち欠け』（岩波書店）
- 谷崎潤一郎賞（第53回） -  松浦寿輝『名誉と恍惚』
- 本屋大賞（第14回）（4月11日） - 恩田陸『蜜蜂と遠雷』（幻冬舎）[3]

### 日本国外
- ノーベル文学賞 -  カズオ・イシグロ
- ブッカー賞 -  ジョージ・ソーンダース 『Lincoln in the Bardo』
- フランツ・カフカ賞 -  マーガレット・アトウッド
- ジェイムズ・テイト・ブラック記念賞（2016年度） -  エイミア・マクブライド 『The Lesser Bohemians』
- エルサレム賞 -  カール・オーヴェ・クナウスゴール

## 2017年の本

### 小説
- 小川洋子 『不時着する流星たち』（KADOKAWA）
- 恩田陸 『錆びた太陽』（朝日新聞出版）
- 金井美恵子 『カストロの尻』（新潮社）
- 佐藤亜紀 『スウィングしなけりゃ意味がない』（KADOKAWA）
- 島本理生『わたしたちは銀のフォークと薬を手にして』（幻冬舎）
- 中島京子 『ゴースト』（朝日新聞出版）
- 増田俊也 『北海タイムス物語』（新潮社）
- 松浦理英子 『最愛の子ども』（文藝春秋）
- 村上春樹 『騎士団長殺し』（新潮社）

### その他
- 川上未映子、村上春樹 『みみずくは黄昏に飛びたつ』（新潮社）
- 高峰秀子 『高峰秀子と十二人の男たち』（河出書房新社）
- 中野翠 『あのころ、早稲田で』（文藝春秋）
- 吉野源三郎 『君たちはどう生きるか』がブームとなった。

## 死去

### 1月 - 3月
- 1月7日 - ナット・ヘントフ、米国の作家。91歳没[4]
- 1月12日 - ウィリアム・ピーター・ブラッティ、米国の作家・脚本家。89歳没。
- 1月18日 - 関根日出男、長野県出身のチェコ語翻訳家・チェコ音楽研究家。
- 1月21日 - 佐伯隆幸、日本の演劇評論家・フランス文学者。75歳没。
- 2月9日 - 佐藤さとる、日本の童話作家。88歳没。
- 2月12日 - まついのりこ、和歌山県出身の絵本作家・紙芝居作家。82歳没[5]。
- 3月17日 - デレック・ウォルコット、セントルシア出身の詩人・劇作家。1992年にノーベル文学賞を受賞した。87歳没。
- 3月21日 - コリン・デクスター、イギリスの推理作家。86歳没。

### 4月 - 6月
- 4月1日 - エフゲニー・エフトゥシェンコ、旧ソビエト連邦・ロシアの詩人。83歳没。
- 4月27日 - ピーター・スピア、オランダ出身の米国の絵本作家。89歳没[6]。
- 5月11日 - ヨアヒム・カイザー、ドイツの音楽評論家・作家。88歳没。
- 5月31日 - 杉本苑子、東京市出身の小説家。91歳没。
- 6月4日 - フアン・ゴイティソーロ、スペイン出身の小説家。86歳没。
- 6月27日 - マイケル・ボンド、イギリスの小説家。91歳没。

### 7月 - 9月
- 7月2日 - 子安美知子、朝鮮・京城出身のドイツ文学者。83歳没[7]。
- 7月4日 - 原子朗、長崎県出身の詩人。92歳没。
- 7月13日 - 劉暁波、中華人民共和国の著作家。2010年にノーベル平和賞を受賞した。61歳没。
- 7月14日 - ユリア・ハルトヴィク、ポーランドの詩人・著作家。95歳没。
- 7月27日 - サム・シェパード、米国の劇作家・俳優。73歳没。
- 9月3日 - ジョン・アッシュベリー、米国の詩人。ピューリッツァー賞受賞。90歳没。
- 9月6日 - ケイト・ミレット、米国の作家。『性の政治学』の著者として知られる。82歳没。

### 10月 - 12月
- 10月14日 - リチャード・ウィルバー、米国の詩人。96歳没。
- 11月7日 - 堤精二、東京市出身の国文学者。90歳没。
- 12月16日 - 早坂暁、愛媛県出身の小説家・脚本家。88歳没。
- 12月17日 - 上田真而子、日本のドイツ文学者。87歳没。
- 12月19日 - クリフォード・アーヴィング、米国の作家。87歳没。
- 12月23日 - 葉室麟、福岡県出身の小説家。66歳没。
- 12月28日 - スー・グラフトン、米国の推理作家。77歳没。